# Paul Smith (compositor)
Paul J. Smith (Calumet, 30 de outubro de 1906 - Glendale, 25 de janeiro de 1985) foi um compositor americano. Passou grande parte de sua vida trabalhando na Disney como compositor de muitos dos seus filmes de animação, cinema e televisão (1962-63, ele também fez a música do filme Leave It to Beaver). No filme Fantasia, ele é um dos empregados do estúdio na orquestra. Ele também compôs a pontuação para uma série de episódios True-Life Adventures. Ele também fez o estoque música, para a série Nove anos no final dos anos 1940 e início dos anos 1950. Em 1994, ele foi concedido postumamente como uma lenda para a Disney. Trabalhou também na Walter Lantz Productions, sendo diretor da série Pica-Pau sendo diretor na maioria dos episódios.